# Шлифштейн, Семён Исаакович
Семён Исаа́кович (Зи́мель А́йзикович) Шлифште́йн (20 января (2 февраля) 1903, Саратов — 9 августа 1975, Москва) — советский музыковед.

## Биография
Учился в Саратовской мужской гимназии. В 1929 году окончил Московскую консерваторию по классу фортепиано у Ф. М. Блуменфельда. С 1929 по 1931 год занимал должность заведующего музыкальной частью Московской филармонии и с 1933 по 1935 год — заведующего её художественным отделом. На протяжении ряда лет работал редактором: в 1931—1932 годах в книжной редакции издательства «Музгиз», в 1932—1933 годах в концертной редакции Всесоюзного радиокомитета, в 1937—1938 годах заведовал музыкальной редакцией газеты «Советское искусство». В 1940—1944 годах консультант по вопросам музыки в Комитете до делам искусства при СНК СССР.

## Семья
Старший брат — Евсей Исаакович Шлифштейн (1882, Несвиж — 1949), экономист и экономикогеограф, профессор и заведующий кафедрой экономической географии Саратовского государственного университета. У него были также старшие брат Борух, сёстры Фрума и Либа.
Дочь — Наталия Семёновна Шлифштейн (род. 1945), музыковед, доцент кафедры музыковедения и композиции Государственного музыкально-педагогического института имени М. М. Ипполитова-Иванова.

## Научная деятельность
В статьях и исследованиях С. И. Шлифштейн в основном освещал проблемы творчества советских композиторов. Автор статей в журналах «Советская музыка» и «Музыкальная жизнь». Подготовил к печати ряд изданий о жизни и творчестве П. И. Чайковского, Н. Я. Мясковского, С. С. Прокофьева, выступив в качестве редактора, автора вступительных статей и примечаний.

## Работы
- Шлифштейн С. И. Пятая симфония Бетховена. — М.—Л.: Музгиз, 1950.
- Шлифштейн С. И. Глинка и Пушкин — М.: Музгиз, 1950. — 96 с. — 10 000 экз.
- Шлифштейн С. И. Третья симфония Бетховена. — М.—Л.: Музгиз, 1951.
- Шлифштейн С. И. А. С. Даргомыжский. — 3-е изд. испр. и доп. — М.: Музгиз, 1960. — 42 с. — 32 000 экз. (1-е изд., М.—Л., 1951).
- Шлифштейн С. И. Мусоргский: Художник. Время. Судьба. — М.: Музыка, 1975. — 335 с. — 10 000 экз.
- Шлифштейн С. И. Избранные статьи / Ред. А. Цукер. — М.: Советский композитор, 1977. — 296 с. — 100 000 экз.

## Составление
- Кашкин Н. Д. Статьи о русской музыке и музыкантах / Ред., вступ. ст. и прим. С. И. Шлифштейна. — М., 1953.
- Кашкин Н. Д. Воспоминания о П. И. Чайковском / Ред., вступ. ст. и прим. С. И. Шлифштейна. — М.: Музгиз, 1954. — 228 с. — (Русская классическая музыкальная критика).
- Кашкин Н. Д. Избранные статьи о П. И. Чайковском / Ред., вступ. ст. и прим. С. И. Шлифштейна. — М.: Музгиз, 1954. — 240 с. — (Русская классическая музыкальная критика). — 10 000 экз.
- С. С. Прокофьев : Материалы. Документы. Воспоминания / Прокофьев С. С. ; Сост., ред., примеч. и вступ. статья С. И. Шлифштейна. — 2-е изд., доп. — М. : Государственное музыкальное издательство, 1961. — 707 с. — 7000 экз. (1-е изд., 1956)
- Н. Я. Мясковский. Статьи. Письма. Воспоминания : в 2 т. / Ред., сост. и примеч. С. И. Шлифштейна. — 1-е изд. — М. : Советский композитор, 1959. — Т. 1. — 360 с. — 1450 экз. (2-е изд, доп. — М., 1964).
- Н. Я. Мясковский. Статьи. Письма. Воспоминания : в 2 т. / Мясковский Н. Я. ; Ред., сост. и примеч. С. И. Шлифштейна. — 1-е изд. — М. : Советский композитор, 1960. — Т. 2. — 590 с. — 1450 экз. (2-е изд, доп. — М., 1964).
- Прокофьев С. Автобиография. Статьи. Воспоминания. — (на англ. яз.). — 1959.
- Н. Я. Мясковский: нотографический справочник. — М.: Советский композитор, 1962.
- С. С. Прокофьев: нотографический справочник. — М.: Советский композитор, 1962. — 167 с. — 2 540 экз.
- Русская литература в советской музыке: справочник. Вып. 1 (А—Л). (совместно с Н. Н. Григоровичем). — М.: Советский композитор, 1975. — 467 с. — 5 470 экз.